# Brač - Baljenik
Brač - Baljenik este o arie protejată (sit de importanță comunitară — SCI) din Croația întinsă pe o suprafață de 19,89 ha, integral pe uscat.

## Localizare
Centrul sitului Brač - Baljenik este situat la coordonatele 43°17′03″N 16°39′30″E / 43.284111°N 16.658399°E.

## Înființare
Situl Brač - Baljenik a fost declarat sit de importanță comunitară în iulie 2013 pentru a proteja un număr necunoscut de specii din flora spontană și fauna sălbatică aflate în arealul zonei.

## Biodiversitate
Situată în ecoregiunea mediteraneană, aria protejată conține 1 habitat natural: Păduri de pin (sub-) mediteraneene cu pini negri endemici.
La baza desemnării sitului se află un număr nedeclarat de specii protejate.